# Odysia ineffectaria
Odysia ineffectaria là một loài bướm đêm trong họ Geometridae.